# Bajo Amacoíte
Bajo Amacoíte är en ort i Mexiko.   Den ligger i kommunen Ostuacán och delstaten Chiapas, i den sydöstra delen av landet, 600 km öster om huvudstaden Mexico City. Bajo Amacoíte ligger 54 meter över havet och antalet invånare är 242.
Terrängen runt Bajo Amacoíte är platt. Runt Bajo Amacoíte är det ganska glesbefolkat, med 25 invånare per kvadratkilometer. Närmaste större samhälle är Chontalpa, 16,0 km norr om Bajo Amacoíte. Trakten runt Bajo Amacoíte består till största delen av jordbruksmark.